# Сабитов, Мухтар Абдрахманович
Мухтар Абдрахманович  Саби́тов (род. 20 декабря 1946 года, д.Уразбаево Макаровский район, сейчас Ишимбайский район) - башкирский писатель и драматург, российский журналист, общественно-политический деятель, топонимист и краевед. Отличник культуры СССР (1989), член Союза писателей РФ и РБ (1992), Союза журналистов РФ и РБ (2002). Награжден Почетной грамотой РБ (1997). Лауреат литературной премии им. Х. Гиляжева (1998). Заслуженный работник печати и массовой информации РБ (2006).

## Биография
Сабитов Мухтар Абдрахманович родился 20 декабря 1946 года в д. Уразбай Ишимбайского района Башкортостана. В 1966-76 гг. служил офицером в рядах Сов. армии. В 1976 году окончил факультет политпросвещения Университета марксизма-ленинизма Приволжского военного округа. В 1977-84 гг. зам. директора Салаватского башкирского драматического театра. В 1984-2001 гг. директор Салаватского Центрального парка культуры и отдыха. С 1989 года является общественным руководителем Общества башкир в г. Салавате. 
В 1988 году окончил Башкирский государственный университет(ныне Уфимский университет науки и технологий).
В 2001-06 гг. основатель и главный редактор газеты "Салават" (г.Салават). Первые три номера газеты (октябрь, ноябрь, декабрь; 1997) издал в своей квартире за личные средства. 
С 2011 руководитель топонимической службы комиссии администрации города Салавата, "ведет большую общественную и исследовательскую работу по изучению истории сел и деревень края" . В 2011 году в своей родной деревне построил мечеть за собственные средства в честь матери Галимы Сабитовой. В 2011-16 гг. одновременно работал в этой мечети имам-хатыбом. В 2015 году окончил Исламский колледж "Галия" (г.Уфа).
Принят в Союз Писателей РФ и РБ в 1992 году.
При вручении почетного звания "Заслуженный работник печати и массовой информации Республики Башкортостан" Муртаза Рахимов сказал:
"Мухтар Абдрахманович — инициатор и создатель городской газеты «Салауат» на башкирском языке. Газета стала популярной не только в городе Салавате, её выписывают в Ишимбае, Мелеузе и других соседних районах республики. У издания растет тираж, укрепляется материально-техническая база редакции. В 2004 году на республиканском конкурсе в номинации «Лучшие публикации на тему «Образ Салавата в наших сердцах» газета удостоена Диплома лауреата. Мухтар Абдрахманович — автор нескольких книг, драматург, его пьесы с успехом идут на театральной сцене. Ведет большую общественную и исследовательскую работу по изучению истории сел и деревень края. Работает руководителем топонимической службы комиссии администрации города Салавата. С большим удовольствием вручаю ему профессиональную награду!" http://www.hrono.ru/text/2006/rahimov07_06.html
Положение в Совете городского округа город Салават РБ:
- член Комиссии по промышленности, строительству, транспорту, связи, экологии и чрезвычайным ситуациям;
- депутат Совета городского округа город Салават по единому избирательному округу 3-х и 4-х созывов.
Первый секретарь горкома БРО ПП КПРФ.
Видный журналист РФ и РБ Р.Ф.Зыкина в 2007 году в газете "Выбор" (г.Салават) написала уникальную статью "Живой классик" о Мухтаре Сабитове за роман "Жди меня, Раиса".
Мухтар Абдрахманович Сабитов очень умелый организатор, общественно-политический деятель. Эти его качества особенно остро нашли свое отражение в 1989-90 годах, когда он первым в республике в Салавате организовал общественную организацию «Акбузат», которая впоследствии объединила аналогичные движения в городах Ишимбай, Стерлитамак и Кумертау, и стала основоположником единого башкирского национального центра «Урал». Члены «Акбузата» горячо и отважно проявили свою гражданскую позицию в дни защиты Государственного Суверенитета Республики. Смелый оратор и предводитель Мухтар Сабитов возглавил активную работу по закреплению за башкирским языком статуса Государственного, а также созданию в Салавате Башкирской гимназии и детского сада.
Когда в 1998 году Мелеузовскому химическому заводу понадобилось сырье фосфорита, под угрозой полного уничтожения оказались деревни Уразбай и еще десять башкирских деревень Ишимбайского района вдоль бассейна реки Селеук. Мухтар Сабитов, несмотря на смертельную опасность и угрозы жизни, и здесь возглавил народное движение за сохранение природы и экологии родного края и добился поставленной цели.
И сегодня Мухтар Абдрахманович Сабитов журналист, писатель и общественно-политический деятель, кипит в центре событий и его сердце горит за республику, язык и родной народ.
Имеет двух детей: дочь Альфира (1972 г.р.) и сын Азат (1981 г.р.).

## Литературные произведения
Драма М. Сабитова "Ночные тени"  -  поставлена на сценах Баймакского народного театра (1988) и Кигинского народного театра (1989).
Роман Мухтара Сабитова "Жди меня, Раиса" признан лучшей книгой 2007 года.
Роман "Жди меня, Раиса" Мухтара Сабитова победил в номинации "Проза и поэзия" республиканского конкурса "Лучшая башкирская книга года". Автор рассказывал: "этот роман очень символичен. Само название говорит о многом. Кого ждать и откуда? Я писал и о проблемах школьников перестроечного периода и до наших дней. Это был сложный период становления целого поколения. Проблемы наркомании, здравоохранения, социальной адаптации" . Мухтар Сабитов - автор более 10 книг на русском и башкирском языках. Первая его книга "Будем знакомы" (на башкирском языке) вышла в 1986 году.

## Награды и звания
Литературная премия им. Х. Гиляжева (1998).
Заслуженный работник печати и массовой информации РБ (2006).
Победитель второго республиканского конкурса "Лучшая башкирская книга года" в номинации "Проза и поэзия" за роман "Жди меня, Раиса" (2007). 
Награжден знаком "Отличник культуры СССР" (1989), Почетной грамотой РБ (1997).